# Arthur Blake
Charles Arthur Blake (26 de enero de 1872 - 22 de octubre de 1944) fue un atleta estadounidense que compitió en los Juegos Olímpicos de Atenas 1896. Compitió en dos pruebas: los 1500 metros lisos y la maratón. 
La carrera de los 1500 metros se disputó en final directa pues tan solo había ocho corredores inscritos en la prueba. El francés Albin Lermusiaux lideró gran parte de la carrera e incluso llegó a tener cierta ventaja sobre Blake y el australiano Teddy Flack, que en los metros finales llegaron desde atrás y le sobrepasaron. Ganó Flack con un tiempo de 4:33.2 y Blake tuvo que conformarse con la medalla de plata con 4.34.0.
También compitió en la carrera de la maratón donde corrió en tercer lugar durante la primera mitad de la carrera hasta que en el km 23 se retiró de la carrera.